# Bürgerunterstützung
Bürgerunterstützung (russisch Гражданское содействие Graschdanskoje sodeistwije) ist eine Nichtregierungsorganisation in Russland, die sich für Flüchtlinge und Vertriebene engagiert. Die Organisation hat ihren Sitz in Moskau.

## Tätigkeiten
Die Organisation unterstützt Flüchtlinge und Migranten, die nach Russland kommen, sowie Binnenflüchtlinge. Sie bietet
- Informationen jeglicher Art für Flüchtlinge und Migranten
- juristische Unterstützung vor Gerichten und Begleitung bei Behörden
- Kleidung, Lebensmittel, und andere Sachspenden
- Medizinische Versorgung
- Betreuung für Kinder, Nachhilfeunterricht, psychologische Betreuung
- Öffentlichkeitsarbeit, Informationen über die Situation von Flüchtlingen

Die Organisation wird unterstützt von zahlreichen Einzelpersonen sowie Organisationen in Russland und im Ausland. Sie ist korrespondierender Partner vom Flüchtlingshilfswerk der Vereinten Nationen (UNHCR).
Das Rechtszentrum „Memorial“ in Moskau ist der wichtigste Unterstützer in Russland.
Die Organisation beklagt die restriktive aktuelle Gesetzgebung in Russland zu Flüchtlingen und Migranten.

## Geschichte
Die Organisation wurde im Jahr 1990 in Moskau gegründet. Sie war die erste Nichtregierungsorganisation in der Sowjetunion, die sich gezielt der Betreuung von Flüchtlingen widmete. Leiterin ist seitdem Swetlana Gannuschkina. Die ersten betreuten Flüchtlinge waren Armenier, die vor dem Pogrom in Baku flohen. Seit dem Jahr 2007 unterstützt sie auch Arbeitsmigranten.
Am 20. April 2015 wurde Bürgerunterstützung als „Organisation, die die Funktion eines 'ausländischen Agenten' erfüllt“, in ein Register beim russischen Justizministerium eingetragen. Im Jahr 2016 erhielt die Gründerin und Leiterin Swetlana Gannuschkina den Right Livelihood Award (Alternativer Nobelpreis) für ihre Tätigkeit in der Organisation.